# 马尔维尔 (加来海峡省)
马尔维尔（法語：Maresville，法語發音：[maʁvil]）是法国上法蘭西大區加来海峡省的一个市镇，属于蒙特勒伊区。

## 地理
马尔维尔（50°31'34"N, 1°43'56"E）面积2.46 平方千米，位于法国上法蘭西大區加来海峡省，该省份为法国北部沿海省份，西北濒北海，南至索姆省，东临北部省。
与马尔维尔接壤的市镇（或旧市镇、城区）包括：隆维利耶、布雷克桑-埃诺克、蒂贝尔桑。

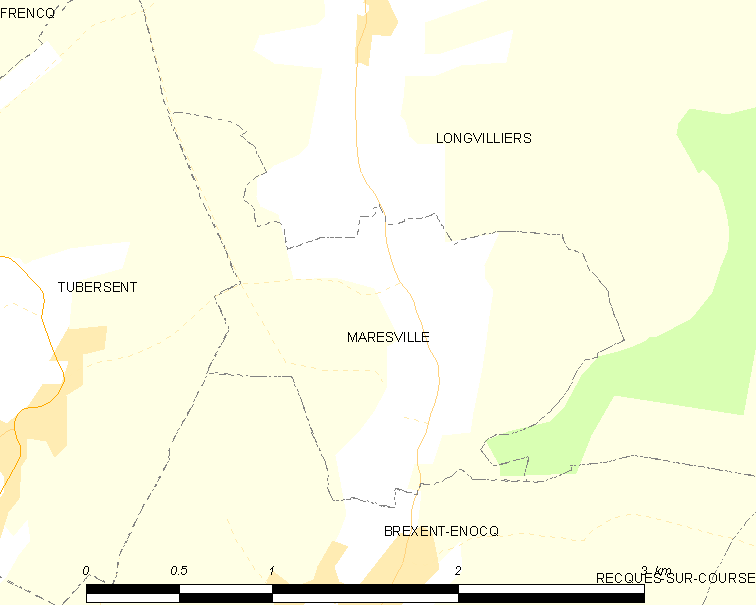
的OSM定位图

马尔维尔的时区为UTC+01:00、UTC+02:00（夏令时）。

## 行政
马尔维尔的邮政编码为62630，INSEE市镇编码为62554。

## 政治
马尔维尔所属的省级选区为埃塔普勒县。

## 人口

1962-2008年间人口变化图示

马尔维尔于2022年1月1日时的人口数量为94人。